# Осада Новогеоргиевска
Осада Новогеоргиевска (нем. Belagerung von Nowogeorgiewsk) или Осада Новогеоргиевской крепости — осада во время 1-й мировой войны германскими войсками русской крепости Новогеоргиевск, продолжавшаяся с 5 по 20 августа 1915 года и завершившаяся её капитуляцией.

Схема фортов крепости

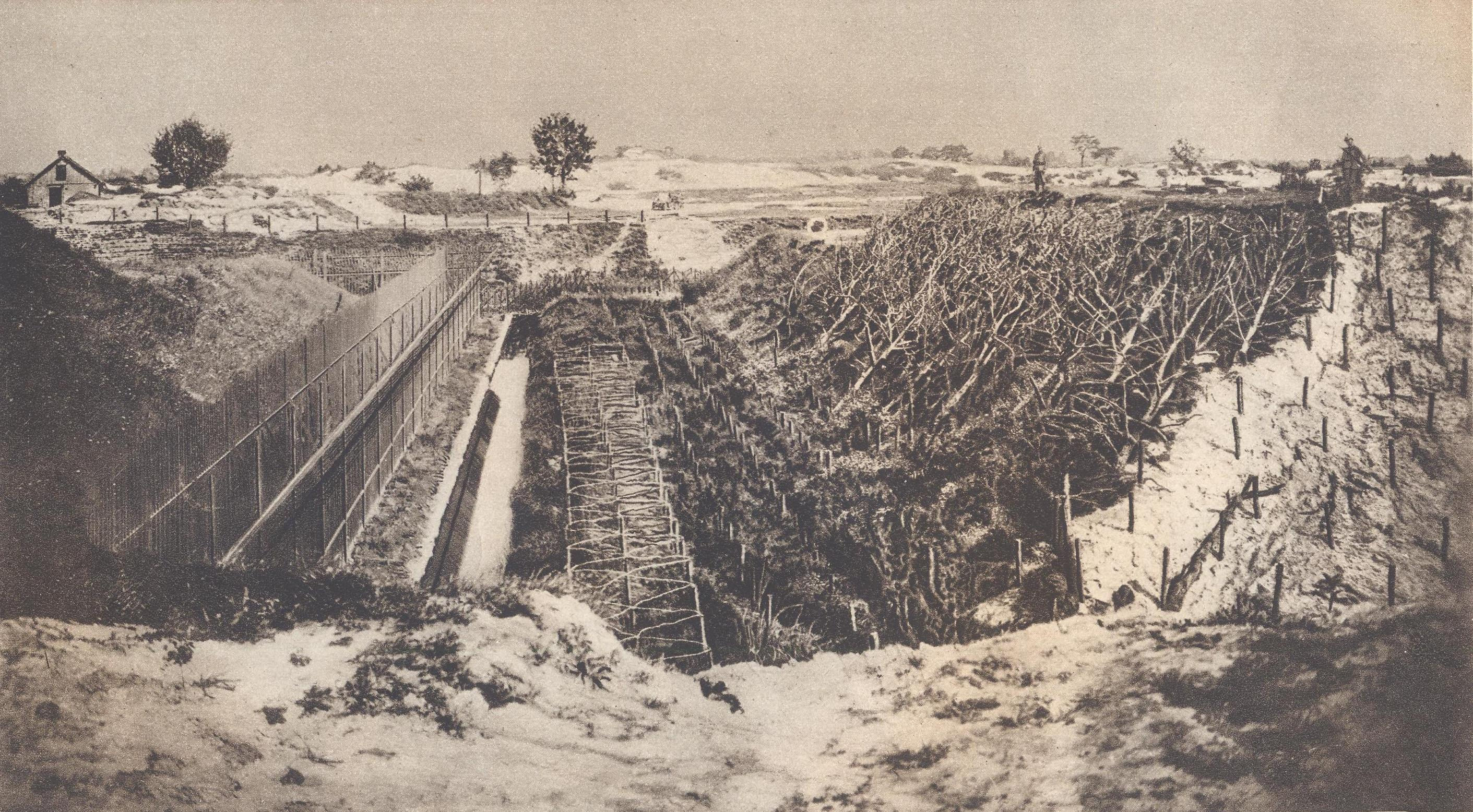
Укрепления фортов крепости

## Военно-стратегическая ситуация
После прорыва фронта австро-германскими войсками под Горлице и выходом армий Маккензена к Люблину на совещании русской Ставки, состоявшемся 5 июля в Седльце, командующему Северо-Западным фронтом фронтом генералу М. В. Алексееву, наряду с предоставляемой свободой действий, дозволялось сократить оборонительные позиции, отказавшись от обороны Вислы и позиций на Нареве и отвести войска фронта на рубеж Ломжа, Малкин, Коцк, Влодава, Ковель. Это должно было спрямить фронт. «Разрешено было Ивангород не считать крепостью, но в просьбе Алексеева принять такое же решение относительно Новогеоргиевска, чтобы не запирать там гарнизона, Ставкой было отказано». Таким образом, главнокомандующий русской армией великий князь Николай Николаевич, «питавший надежду, что крепость Новогеоргиевск, имевшая большой гарнизон, задержит наступление противника…», обрёк гарнизон крепости на сопротивление без поддержки полевых войск.
В результате наступления германских войск 14 июля сводный корпус генерала Дикхута приблизился к крепости, и по принятому два дня спустя германским командованием плану действий должен был начать обложение с севера. В течение нескольких последующих дней германской авиацией проводилась активная воздушная разведка крепостного района.
После 17 июля гарнизон крепости был заменен Алексеевым сформированными на базе ополчения 114-й и 119-й пехотными дивизиями, а также 58-й и 63-й, переданными из состава Юго-Западного фронта. Из 83 тысяч солдат гарнизона только 35 тысяч имели винтовки. Вооружение крепости состояло из 197 пулеметов и 1253 орудий.  
20 июля командование над германскими войсками, находившимися севернее Новогеоргиевска, принял командующий 3-м резервным корпусом генерал-лейтенант Ганс фон Безелер, имевший опыт осады крепостей.
24 июля был захвачен Пултуск, и германские войска начали переправляться через реку Нарев. Тогда же генерал А. И. Литвинов, ввиду серьезности положения на левом фланге своей армии, приказал в ночь на 25 июля отвести 27-й армейский и 1-й Туркестанский корпуса от крепости. Группа Безелера теперь получила возможность атаковать Новогеоргиевск. Однако, поскольку железнодорожные пути были перегружены, тяжелую артиллерию и снаряды удалось доставить только к 4 августа. 
В ночь с 4 на 5 августа части 2-й русской армии очистили «Варшавские позиции» и отошли на правый берег Вислы, взорвав все мосты. Новогеоргиевск оказался в полном окружении.

## Ход осады
5 августа подчиненный Безелеру генерал Вестергаген получил приказ обложить Новогеоргиевск с юга; в качестве осадной артиллерии ему было предоставлены семь батарей 210-мм гаубиц и одна батарея 100-мм пушек. В тот же день был начат обстрел передовых позиций фортов Дембе и Зегрж. Обороноспособность этих позиций, разоруженных еще до войны, была весьма низкой, и уже в ночь с 6 на 7 августа они были оставлены русскими войсками, очистившими не только передовые форты, но и весь правый берег реки Нарев. К 11 августа немецкими солдатами был занят форт Бельяминов. 
Безелер начал подготовку к атаке на крепостные сооружения. 13 августа, после нескольких часов артиллерийской подготовки, началась атака пехоты на внешние укрепления. После нескольких часов боя, в ходе которого русские войска предприняли несколько безуспешных контратак, им пришлось отвести дальше свои позиции. С 14 по 16 августа по крепости «шёл шквал огня». Немецкие войска впервые почувствовали нехватку артиллерийских боеприпасов. 
Утром 16 августа германские войска приступили к общей атаке фортов группы XV «Царский Дар» и XVI (на северо-востоке крепости), и им удалось проникнуть в укрепления фортов XVa и XVb и к ночи захватить их. Попытки гарнизона отбить форты группы XV успеха не имели. Атаки на форты XVIa и XVIb около Чарново были отбиты гарнизоном. Хотя успехи не оправдали ожиданий (удалось захватить лишь 2 форта из 33-х), по крайней мере прорыв германскими войсками был достигнут.
Вечером 17 августа комендант крепости генерал Н. П. Бобырь приказал очистить форты группы XV и XVI, уничтожить все припасы, затопить пушки, расстрелять лошадей, разрушить мосты и отступать за реку Вкра, к редутам главного обвода крепости. Сам он переехал на командный пункт в цитадели. 
18 августа, после артобстрела, немцы захватили форты Закрочимского и Вымысловского секторов. Начальник штаба крепости генерал-майор Н. Глобачев телеграфировал в штаб Северо-Западного фронта, что надежды удержать Новогеоргиевск нет, оборона на внутреннем поясе может продлиться не более суток.
19 августа бои завязались на второй линии фортов. Рано утром форты X, XI и XIV были заняты немцами. К 13-00 были захвачены форты I, II и III. Снова выдвинув вперед тяжелые батареи, немецкие войска овладели второй линией укреплений. Германская тяжелая артиллерия стала обстреливать все пространство цитадели, разрушая укрепления.
Вечером 19 августа генерал Бобырь, осознав безнадежность своего положения, начались переговоры. Он встретился с генерал-лейтенантом фон Безелером и ночью обсудил с ним условия капитуляции. В 4 часа утра были подписаны условия капитуляции, через час немецкая артиллерия прекратила огонь. Ряд офицеров и солдат в цитадели отказались сдаться и продержались еще несколько часов. Некоторые южные форты также не были проинформированы об окончании боев и некоторое время продолжали сопротивление. Однако к вечеру 20 августа 1915 года крепость наконец оказалась в руках немецких войск.

## Результаты
В руках германской армии оказалось около 80 000 солдат, 1640 старых и новых орудий, 103 пулемета, 23 219 винтовок, 160 000 снарядов и 7,1 млн патронов. Среди пленных было 18 (по другим данным 23) генералов. Потери немцев были совершенно незначительны по сравнению с русскими: около ста человек убитыми и пропавшими без вести.